# Earls Court
Earls Court ist ein Stadtteil im Londoner Borough Kensington and Chelsea mit knapp 10.000 Einwohnern. Der Stadtteil liegt im Westen Londons rund um die Earl’s Court Road. Ursprünglich außerhalb Londons gelegen, liegt Earls Court heute am Rande der Londoner Innenstadt: die U-Bahn-Station Earl’s Court liegt an der Grenze der Tarifzonen 1 und 2, die westliche Grenze des von der London Congestion Charge betroffenen Innenstadtbereichs verläuft durch Earls Court.
Administrativ wird Earls Court durch den Wahlbezirk Earls Court abgebildet. Dieser ist klarer definiert als der Stadtteil, jedoch auch zeitlich größeren Veränderungen unterworfen als jener.

## Name

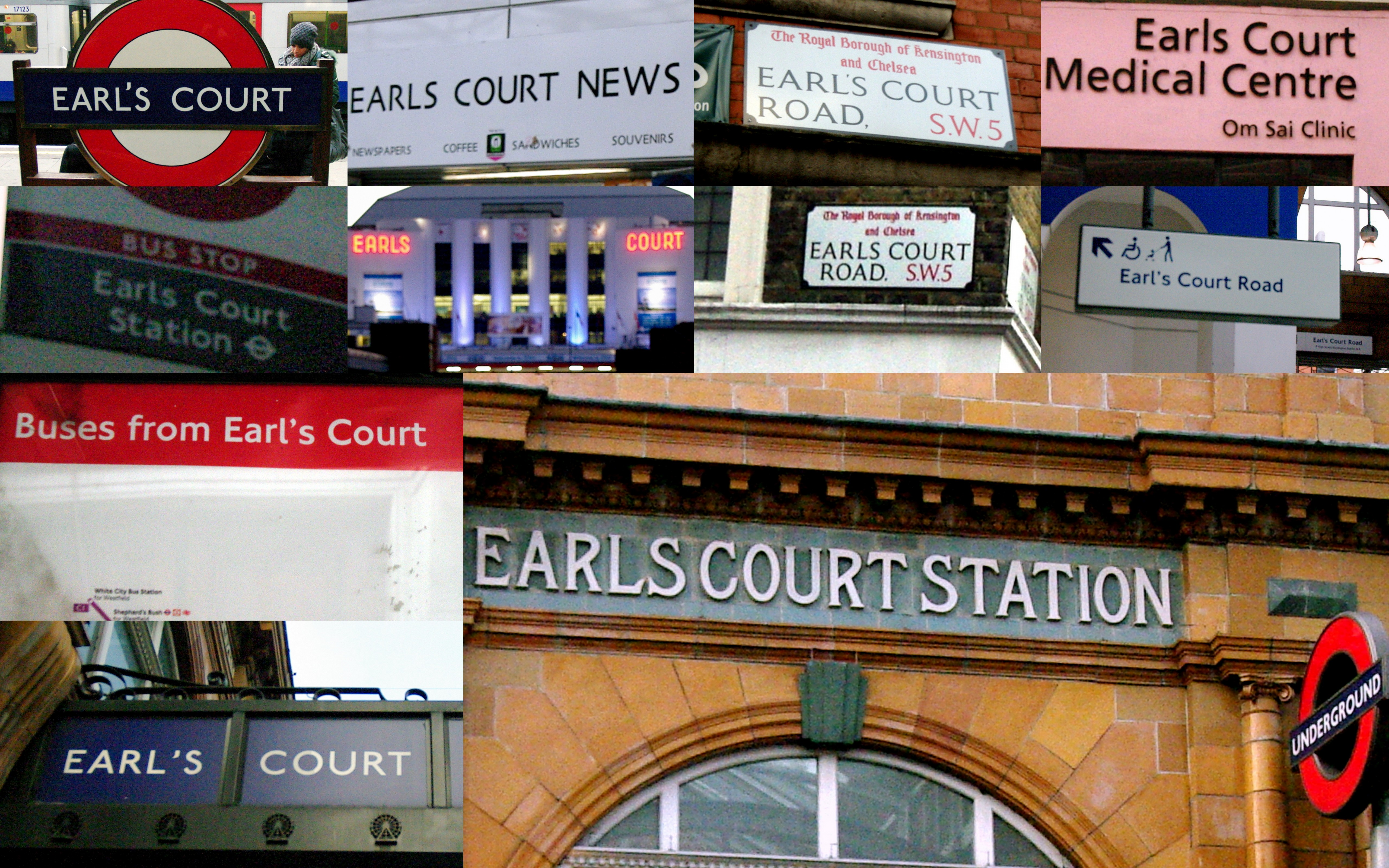
Schilder mit und ohne Apostroph im Stadtteil

Während der Stadtteil generell – und außer beim Ordnance Survey – ohne Apostroph als Earls Court geschrieben wird, beinhalten zahlreiche abgeleitete Schreibungen wie die der U-Bahn-Station Earl’s Court oder die Earl’s Court Road meistens einen Apostroph. Das Earls Court Exhibition Centre wiederum schreibt sich ohne Apostroph. Die ursprüngliche Schreibweise lautete Earl’s Court.

## Lage
Das historische Earls Court Village liegt an der nordöstlichen Seite der Earl’s Court Road. Der Wahlkreis Earls Court erstreckt sich von ihm nach Südwesten, über die Earl’s Court Road und die Warwick Road bis an den Borough of Hammersmith and Fulham, an dessen Grenze Gleise verlaufen. Im Nordwesten grenzt Abingdon, im Nordosten Courtfield und im Südosten Redcliffe an Earls Court.

## Geschichte

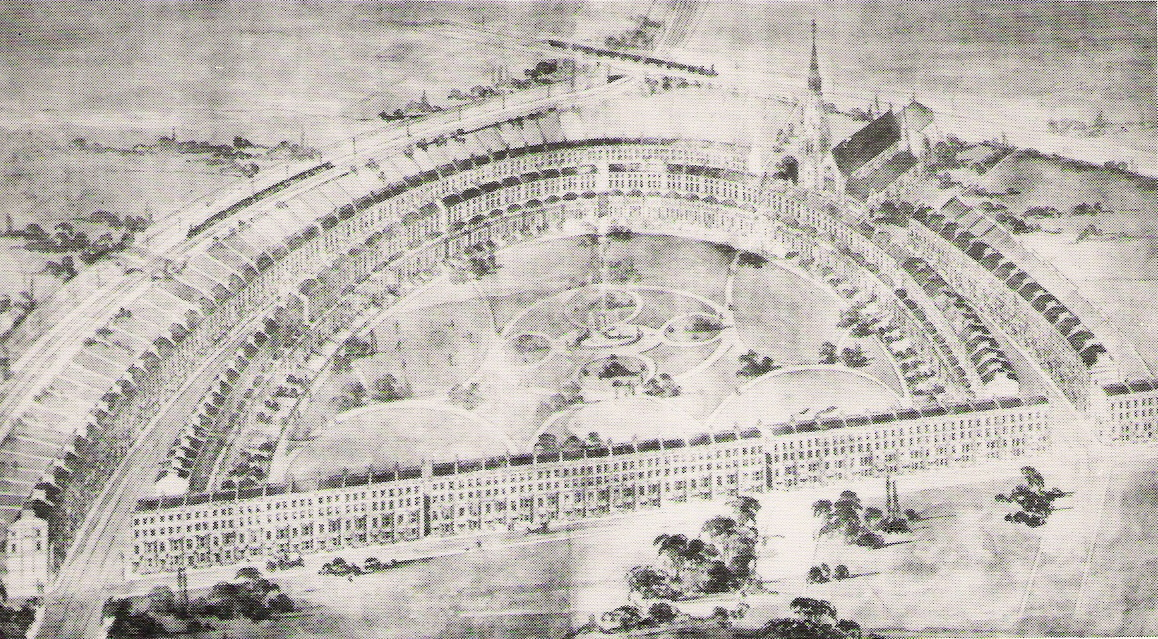
Vorschau auf Warwick Road und Philbeach Gardens, etwa 1875

Ursprünglich war Earls Court ein Manor Court, der um das Jahr 1700 dem Earl of Warwick and Holland gehörte. Der Adlige hatte ihn durch Heirat bekommen und verpachtete ihn an einen bürgerlichen Landwirt. Das Manor House mit den üblichen Nebengebäuden stand an der südwestlichen Seite der Earl’s Court Road. Vor dem Jahr 1700 gab es kaum andere Gebäude in der Gegend. Um das Jahr 1800 war das Grundstück noch über 190 acre groß, rund 130 acre verblieben im Jahr 1835.
Zur Mitte des 18. Jahrhunderts waren östlich der Earl’s Court Road gen Süden einige wenige Gebäude hinzugekommen, hinter denen sich große Gärten erstreckten. Bis zur Mitte des 19. Jahrhunderts kam nördlich der Gärten eine Gruppe weiterer Gebäude hinzu. Um das Jahr 1880 war das gesamte Village und eine vielfach größere Fläche auf der anderen Seite der Earl’s Court Road bebaut.
Im Jahr 1871 wurde an der östlichen Seite der Earl’s Court Road der ursprüngliche Bahnhof von Earls Court eröffnet, der schon im Jahr 1875 niederbrannte. Im Jahr 1875 wurde auch das Manor House samt den zugehörigen Nebengebäuden abgerissen. Seit dem Jahr 1878 steht der Bahnhof Earls Court an anderer Stelle. Die Sackgasse neben dem Bahnhof heißt Old Manor Yard.
Ab den 1930er Jahren zogen die wohlhabenden Londoner zunehmend in die Vororte. Die großzügigen Wohnungen wurden aufgeteilt, die Bevölkerung ärmer und zahlreicher.

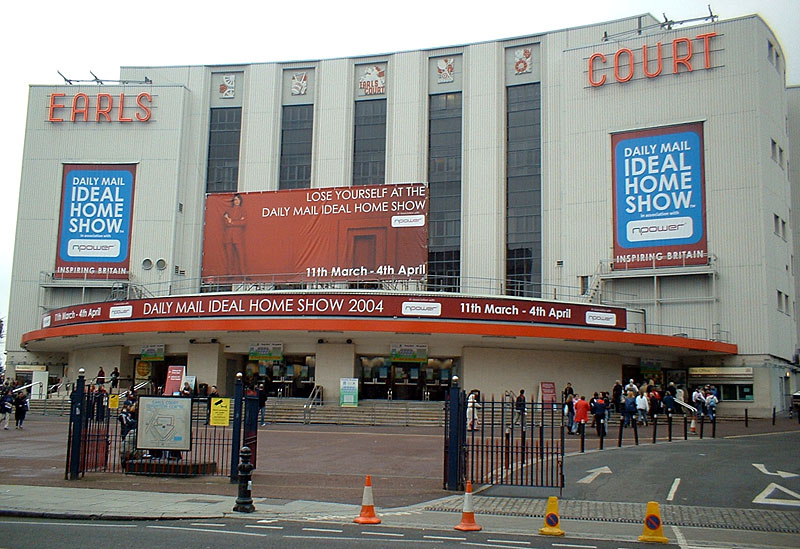
Das bis 2014 bestehende Earls Court Exhibition Centre

Seit den 1950ern begannen Jugendliche, Künstler und Schwule das Stadtviertel zu entdecken. In den ersten Jahrzehnten der Nachkriegszeit war Earls Court ein bekannter Treffpunkt der Londoner Schwulenszene. Dort etablierten sich zeitweise zahlreiche Clubs und Veranstaltungsorte. The Troubadour war einer der einflussreichsten Clubs des Neofolk-Revivals und existiert bis heute.

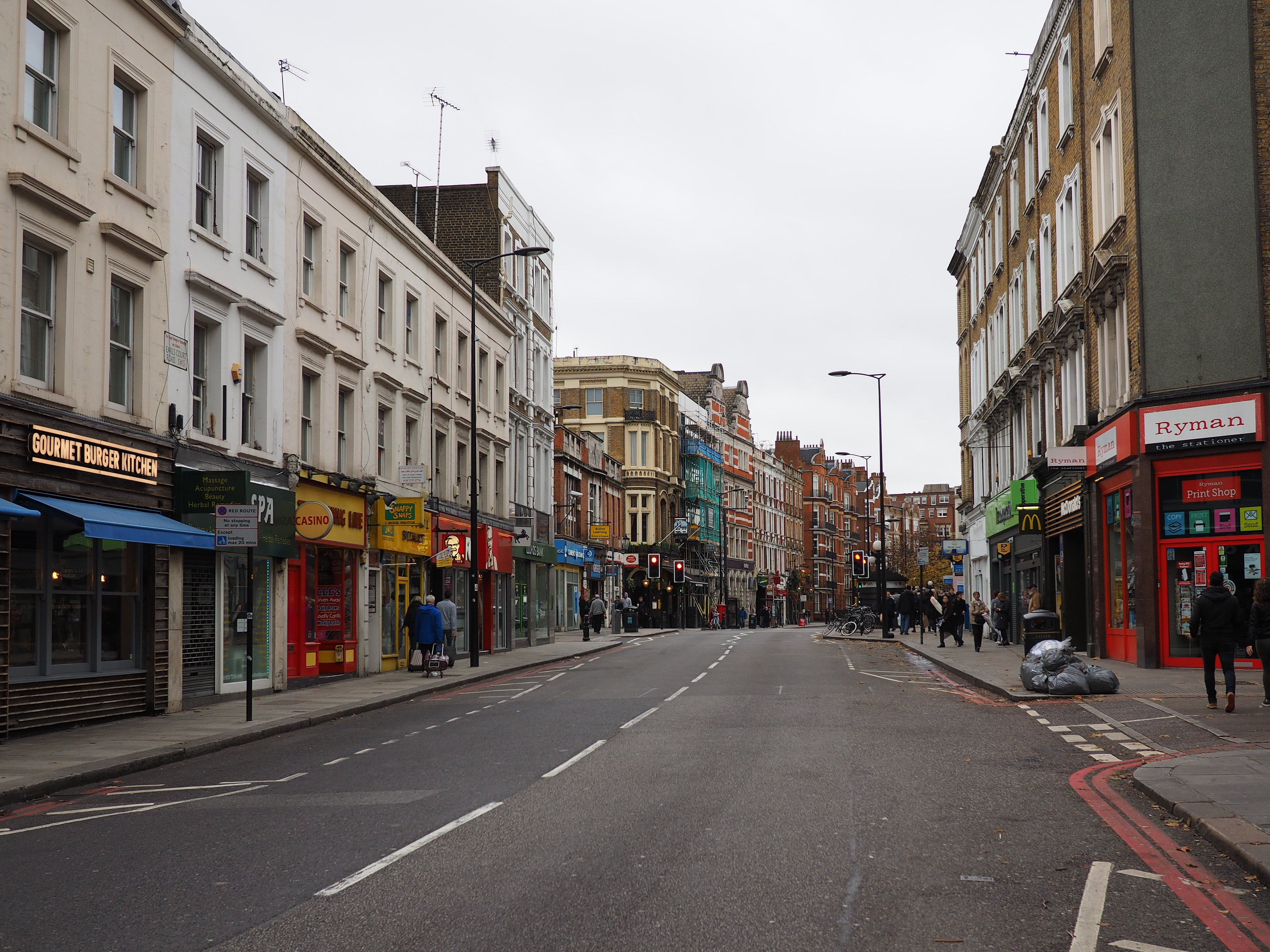
Die Earl’s Court Road, 2015

In dem Stadtteil lebten zahlreiche Künstler und Prominente, so zum Beispiel Alfred Hitchcock, Freddie Mercury und Diana Spencer. Spencer bekam im Juli 1979 zu ihrem 18. Geburtstag eine Wohnung in der Brompton Road von ihren Eltern geschenkt, in der sie bis zur Verlobung mit Prinz Charles 1981 wohnte.
Überregional bekannt ist der Stadtteil unter anderem auch durch das gleichnamige Earls Court Exhibition Centre, das zwei der größten Veranstaltungshallen Londons umfasste, und in seiner 80-jährigen Geschichte zahlreiche Ausstellungen internationaler Bedeutung beherbergte.

## Bevölkerung
Bei der Volkszählung 2001 hatte Earls Court 9659 Einwohner.
Zwischen 1981 und 1991 veränderte kein anderer Stadtteil in Kensington und Chelsea so stark seine Zusammensetzung. Während Eigentumswohnungen und billige Mietwohnungen in diesem Jahrzehnt stark zurückgingen, hat sich der Anteil an zeitlich begrenzten Wohnraum – Hotels, Hostels und Pensionen (bed and breakfast) – stark vergrößert, so dass heute ein Großteil der Bewohner im Stadtteil entweder Touristen sind oder Obdachlose, die von der Stadt in einer preiswerten Herberge untergebracht sind. In Kensington und Earls Court finden sich heute die meisten Einwohner des Boroughs, die außerhalb des Vereinigten Königreichs geboren sind.
Zeitweise war insbesondere der Zuzug von Australiern nach Earls Court besonders auffallend, so dass der Stadtteil den Namen Kangaroo Valley (Kängurutal) erhielt.
Ende der 1970er war die Gegend um die U-Bahn-Station Earl’s Court der am dichtesten besiedelte Quadratkilometer des Vereinigten Königreichs. Dies hat sich durch den Bevölkerungswandel im Stadtteil geändert, da die mittlerweile zahlreichen Touristen nicht zur Wohnbevölkerung zählen. Zu dieser Zeit waren die Einwohner vor allem männlich, und mobil, das heißt, sie zogen im Vergleich zu anderen Londonern sehr oft um.

## Wirtschaft
In Earls Court befinden sich zahlreiche Restaurants und Geschäfte, die vornehmlich Besucher des Exhibition Centre und die Touristen als Zielgruppe haben. Die zahlreichen Pensionen, Hostels und Hotels haben dazu geführt, dass der Rough Guide bereits von einem „Backpacker-Ghetto“ spricht. Der geplante Abriss des Earls Court Exhibition Centers nach den Olympischen Spielen 2012 bedeutete eine große Unsicherheit für die örtliche Wirtschaft.

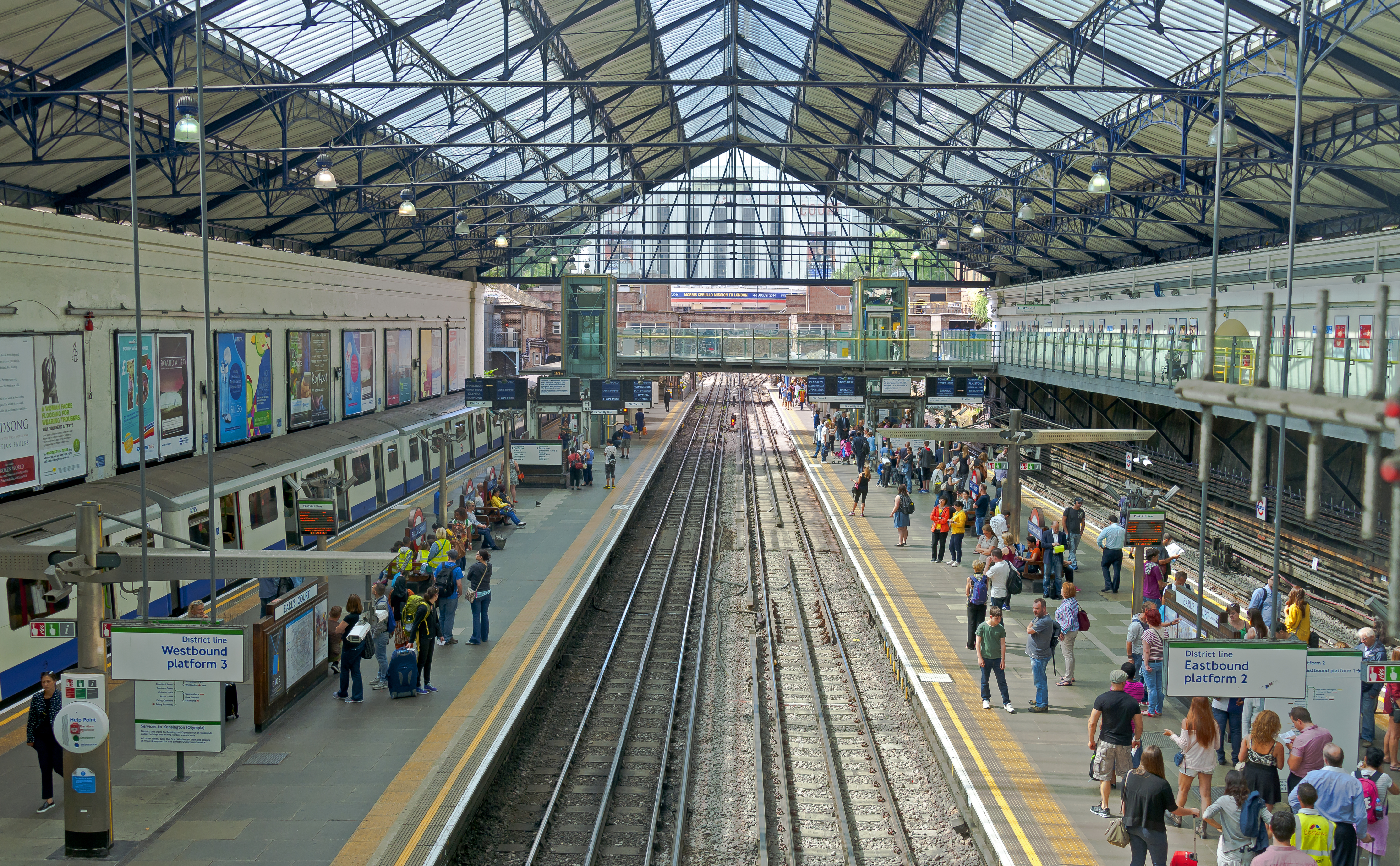
U-Bahn-Station Earl’s Court mit den beiden Richtungsbahnsteigen der District Line. Der Bahnsteig der Piccadilly Line liegt unter dem nördlichen Bahnsteig in der Tiefe

## Verkehr
Earls Court ist durch zwei U-Bahn-Stationen an das öffentliche Nahverkehrsnetz angebunden. Die Station Earl’s Court (Piccadilly Line und District Line) liegt in der Mitte des Stadtteils, während die Station West Brompton (District Line und London Overground) am südwestlichen Rand des Stadtteils liegt. 62 % der Haushalte gaben bei der Volkszählung 2001 an, über kein Auto zu verfügen. Damit liegt der Stadtteil weit über dem Schnitt von Borough und London.